# Humberto Elgueta
Umberto Elgueta (né au Chili ) est un footballeur international, milieu de terrain chilien.

## Biographie
Il joue durant sa carrière de club dans les équipes chiliennes de Gold Cross FC, puis au Santiago Wanderers, et enfin à Naval Talcahuano. 
En équipe nationale avec le Chili, il est surtout connu pour avoir représenté son pays aux Copa América de 1920 et de 1922.
Il participe ensuite à la coupe du monde 1930 en Uruguay, sélectionné avec 18 autres joueurs par l'entraîneur hongrois György Orth.
Le Chili est dans le groupe A, avec la France, l'Argentine et le Mexique. Ils finissent 2e du groupe A derrière l'Argentine, mais cela ne suffit pas à les qualifier pour les demi-finales.